# 15. Nemzetközi Fizikai Diákolimpia
A 15. Nemzetközi Fizikai Diákolimpiát (1984) Svédországban, Sigtunában 1984. június 24. és július 1. között rendezték. Tizennyolc ország (újoncok: Izland, Nagy-Britannia, Norvégia) nyolcvanhárom versenyzője vett részt.
A magyar csapat egy I. díjat (aranyérmet) és három III. díjat (bronzérmet) szerzett, ezzel 3. lett az országok közötti pontversenyben. 

(Az elérhető maximális pontszám: 5×50=250 pont volt)

## Országok eredményei pont szerint
|     | Ország                           | Pont     | Arany | Ezüst | Bronz |
| --- | -------------------------------- | -------- | ----- | ----- | ----- |
| 1.  | Szovjetunió                      | 190      | 3     | 2     | 0     |
| 2.  | Románia                          | 181,5(?) | 3     | 0     | 2     |
| 3.  | Magyarország                     | 153      | 1     | 0     | 3     |
| 4.  | NSZK                             | 151,5(?) | 0     | 2     | 2     |
| 5.  | Csehszlovákia                    | 143      | 1     | 0     | 1     |
| 6.  | Hollandia                        | 139,5    | 1     | 0     | 1     |
| 7.  | Bulgária                         | 134      | 0     | 1     | 2     |
| 8.  | NDK                              | 129      | 0     | 0     | 2     |
| 9.  | Lengyelország                    | 111      | 0     | 0     | 0     |
| 10. | Egyesült Királyság (4 versenyző) | 97       | 0     | 0     | 2     |
| 11. | Svédország                       | 94       | 0     | 0     | 0     |
| 12. | Jugoszlávia                      | 92       | 0     | 0     | 0     |
| 13. | Ausztria                         | 87,5     | 0     | 0     | 0     |
| 14. | Norvégia                         | 75,5     | 0     | 0     | 0     |
| 15. | Finnország                       | 62,5     | 0     | 0     | 0     |
| 16. | Vietnám (3 versenyző)            | 44,5     | 0     | 0     | 0     |
| 17. | Kuba (4 versenyző)               | 43,5     | 0     | 0     | 0     |
| 18. | Izland (2 versenyző)             | 34(?)    | 0     | 0     | 0     |

## A magyar csapat
A magyar csapat tagjai voltak:
| Név           | Iskola                            | Város    | Évfolyam | Pontszám | Díj   |
| ------------- | --------------------------------- | -------- | -------- | -------- | ----- |
| Csillag Péter | Landler Jenő Szakközépiskola      | Budapest | IV.      | 38       | Arany |
| Frigó József  | Nagy Lajos Gimnázium              | Pécs     | IV.      | 31,5     | Bronz |
| Fáth Gábor    | Fazekas Mihály Gyakorló Gimnázium | Budapest | IV.      | 30       | Bronz |
| Erdős László  | Berzsenyi Dániel Gimnázium        | Budapest | IV.      | 29,5     | Bronz |
| Fodor Gyula   | Móricz Zsigmond Gimnázium         | Budapest | IV.      | 24       |       |

A csapat vezetői Szép Jenő és Takács László voltak.